# Pholidoptera kalandadzei
Pholidoptera kalandadzei är en insektsart som beskrevs av Kartsivadze 1949. Pholidoptera kalandadzei ingår i släktet Pholidoptera och familjen vårtbitare. Inga underarter finns listade i Catalogue of Life.